# Dorra Mahfoudhi
Dorra Mahfoudhi (ur. 7 sierpnia 1993) – tunezyjska lekkoatletka, tyczkarka.

## Osiągnięcia
| Rok  | Impreza                          | Miejsce      | Pozycja     | Wynik |
| ---- | -------------------------------- | ------------ | ----------- | ----- |
| 2010 | Igrzyska olimpijskie młodzieży   | Singapur     | 13. miejsce | 3,45  |
| 2011 | Mistrzostwa Afryki juniorów      | Gaborone     | 1. miejsce  | 3,40  |
| 2011 | Igrzyska afrykańskie             | Maputo       | 1. miejsce  | 3,60  |
| 2012 | Mistrzostwa Afryki               | Porto-Novo   | 3. miejsce  | 3,40  |
| 2013 | Igrzyska solidarności islamskiej | Palembang    | 4. miejsce  | 3,65  |
| 2014 | Mistrzostwa Afryki               | Marrakesz    | 3. miejsce  | 3,70  |
| 2015 | Igrzyska afrykańskie             | Brazzaville  | 2. miejsce  | 4,10  |
| 2016 | Mistrzostwa Afryki               | Durban       | 2. miejsce  | 3,80  |
| 2018 | Igrzyska śródziemnomorskie       | Tarragona    | 6. miejsce  | 4,11  |
| 2018 | Mistrzostwa Afryki               | Asaba        | 1. miejsce  | 4,10  |
| 2018 | Puchar interkontynentalny        | Ostrawa      | 6. miejsce  | 4,00  |
| 2019 | Igrzyska afrykańskie             | Rabat        | 1. miejsce  | 4,31  |
| 2022 | Mistrzostwa Afryki               | Saint-Pierre | 2. miejsce  | 3,70  |
| 2024 | Igrzyska afrykańskie             | Akra         | 2. miejsce  | 3,70  |
| 2024 | Mistrzostwa Afryki               | Duala        | 2. miejsce  | 3,60  |